# Миле Свилар
Миле Свилар (Антверпен, 27. августа 1999) српски је фудбалски голман. Тренутно наступа за Рому. Син је некадашњег голмана фудбалске репрезентације Југославије, Ратка Свилара.
Свилар држи рекорд као најмлађи голман у историји Лиге шампиона. У овом такмичењу дебитовао је 18. октобра 2017. године са 18 година и 52 дана и на тај начин оборио рекорд који је претходно припадао Икеру Касиљасу.
Према избору специјализованог фудбалског веб-сајта goal.com, Свилар се 2018. нашао на 11. месту најталентованијих играча млађих од 20 година.

## Каријера
Свилар је фудбалом почео да се бави у родном Антверпену, где је наступао за локални Вилријк. Затим је прешао у Бершот, а онда се 2010. године обрео у Андерлехту. У клубу се задржао све до 2017, а током последње сезоне у клубу, био је укључен у рад са првим тимом. Иако лиценциран за такмичарске утакмице, званично није наступао за клуб.
Одмах по навршетку своје 18. године, Свилар прелази у Бенфику. Потписавши петогодишњи уговор са клубом, на званичном представљању у клупским просторијама задужио је број 1. Након повреде Жулија Сезара, првог голмана екипе, Свилар је забележио свој дебитантски наступ у куп утакмици против Олханенсеа, 14. октобра 2017. године. Неколико дана касније, наступио је и против Манчестер јунајтеда у Лиги шампиона.
Дана 1. јула 2022. године, Свилар је потписао уговор за италијански клуб Рому до 30. јуна 2027. године.

## Репрезентација
Свилар је прошао све млађе селекције репрезентације Белгије. Након сукоба селектора и породице Свилар, Миле се у другој половини 2017. године није нашао на списку репрезентације, а његов отац Ратко, апеловао је на Славољуба Муслина да Милета позове у српски национални тим. Недуго затим, огласио се и спортски директор фудбалског савеза Србије, Горан Буњевчевић, који је потврдио да су отпочети преговори са младим голманом. У августу 2019, Свилар се одазвао позиву селектора младе репрезентације Белгије, Јохана Валема.
За сениорску репрезентацију Србије је дебитовао 1. септембра 2021. године на пријатељском мечу против Катара.

## Статистика

#### Клупска
| Клуб      | Сезона   | Лига                  | Лига    | Лига   | Национални куп | Национални куп | Лига куп | Лига куп | Европа  | Европа | Остало  | Остало | Укупно  | Укупно |
| Клуб      | Сезона   | Дивизија              | Наступа | Голова | Наступа        | Голова         | Наступа  | Голова   | Наступа | Голова | Наступа | Голова | Наступа | Голова |
| --------- | -------- | --------------------- | ------- | ------ | -------------- | -------------- | -------- | -------- | ------- | ------ | ------- | ------ | ------- | ------ |
| Андерлехт | 2016/17. | Прва лига Белгије     | 0       | 0      | 0              | 0              | —        | —        | 0       | 0      | 0       | 0      | 0       | 0      |
| Андерлехт | 2017/18. | Прва лига Белгије     | 0       | 0      | —              | —              | —        | —        | —       | —      | 0       | 0      | 0       | 0      |
| Андерлехт | Укупно   | Укупно                | 0       | 0      | 0              | 0              | —        | —        | 0       | 0      | 0       | 0      | 0       | 0      |
| Бенфика   | 2017/18. | Прва лига Португалије | 3       | 0      | 1              | 0              | 2        | 0        | 3       | 0      | 0       | 0      | 9       | 0      |
| Бенфика   | 2018/19. | Прва лига Португалије | 0       | 0      | 0              | 0              | 1        | 0        | 0       | 0      | —       | —      | 1       | 0      |
| Бенфика   | Укупно   | Укупно                | 3       | 0      | 1              | 0              | 3        | 0        | 3       | 0      | —       | —      | 10      | 0      |
| Каријера  | Каријера | Каријера              | 3       | 0      | 1              | 0              | 3        | 0        | 3       | 0      | 0       | 0      | 10      | 0      |

- Ажурирано 11. октобра 2018. године.[16]

## Трофеји

### Андерлехт
- Суперкуп Белгије (1) : 2017.

### Бенфика
- Првенство Португалије (1) : 2018/19.